# Novedrate
Novedrate é uma comuna italiana da região da Lombardia, província de Como, com cerca de 2.889 habitantes. Estende-se por uma área de 2 km², tendo uma densidade populacional de 1445 hab/km². Faz fronteira com Carimate, Figino Serenza, Lentate sul Seveso (MI), Mariano Comense.

## Demografia
| Variação demográfica do município entre 1861 e 2011                               |
|                                                                                   |
| Fonte: Istituto Nazionale di Statistica (ISTAT) - Elaboração gráfica da Wikipedia |